# 김포 나들목
김포 나들목(Gimpo IC)은 대한민국의 경기도 김포시 고촌읍 신곡리에 설치된 수도권제1순환고속도로의 20번 교차로인데, 국도 제48호선을 통해 고촌읍, 김포 및 서울 시내(강서구 일대)로 진출할 수 있으며, 인근에는 경인 아라뱃길 및 행주대교, 올림픽대로 등이 있다.

## 연혁
- 1992년 8월 20일 : 나들목 신설을 위해 김포도시계획시설 교통광장에 김포군 고촌면 신곡리 일대를 김포 나들목으로 고시[1]
- 1997년 11월 3일 : 서울외곽순환고속도로 김포대교 구간 개통에 따라 영업 개시[2]
- 1998년 4월 14일 : 1999년 12월까지 나들목 연결로와 국도 제48호선 접속부 확장 공사로 인해 경기도 김포군 고촌면 신곡리 ~ 고양시 토당동 3.475km 구간 도로구역 변경[3]
- 1999년 11월 26일 : 김포 나들목 ~ 서운 분기점 구간 개통

## 구조물 정보
- 위치: 경기도 김포시 고촌읍 신곡리

## 접속하는 도로
- 국도 제48호선 (김포대로)

## 인접한 주요 시설물
- 행주대교
- 경인 아라뱃길
- 올림픽대로